# Claes Siegbahn
Claes Nestor Siegbahn, född 1825 i Rogberga socken, Jönköpings län, död 1896 på Ulricehamns sanatorium, var en svensk handelsbokhållare.
Siegbahn inträdde 1847 i konsul Johan Henrik Diedens firma i Malmö, där han under det första decenniet var anställd vid stångjärnshandeln och därefter chef för den yttre förvaltningen av firmans spannmålsaffärer. Han var, tillsammans med konsul Otto F. Frick och Göran Ahlman, initiativtagare till Malmö–Trelleborgs Järnväg. Han hade anlag för diktarkonsten och skrev emellanåt små tillfällighetsstycken. Claesgatan i Malmö är uppkallad efter honom.